# Arctic Race of Norway 2021
La Arctic Race of Norway 2021, ottava edizione della corsa, valevole come venticinquesima prova dell'UCI ProSeries 2021 categoria 2.Pro, si è svolta dal 5 all'8 agosto 2021 su un percorso di 668,5 km, con partenza da Tromsø e arrivo a Harstad, in Norvegia. La vittoria è stata appannaggio del belga Ben Hermans, che ha completato il percorso in 15h04'02" precedendo il norvegese Odd Christian Eiking e il francese Victor Lafay.

## Tappe[1]
| Tappa  | Data     | Percorso                              | km    | Vincitore di tappa | Leader cl. generale |
| ------ | -------- | ------------------------------------- | ----- | ------------------ | ------------------- |
| 1ª     | 5 agosto | Tromsø > Tromsø                       | 142,5 | Markus Hoelgaard   | Markus Hoelgaard    |
| 2ª     | 6 agosto | Nordkjosbotn > Kilpisjärvi            | 178   | Martin Laas        | Alexander Kristoff  |
| 3ª     | 7 agosto | Finnsnes > Målselv (villaggio alpino) | 184,5 | Ben Hermans        | Ben Hermans         |
| 4ª     | 8 agosto | Gratangen > Harstad                   | 163,5 | Philipp Walsleben  | Ben Hermans         |
| Totale | Totale   | Totale                                | 668,5 |                    |                     |

## Squadre e corridori partecipanti
| N.    | Cod. | Squadra                  |
| ----- | ---- | ------------------------ |
| 1-6   | NOR  | Norvegia                 |
| 11-16 | APT  | Astana-Premier Tech      |
| 21-26 | ARK  | Team Arkéa-Samsic        |
| 31-36 | ISN  | Israel Start-Up Nation   |
| 41-46 | UXT  | Uno-X Pro Cycling Team   |
| 51-56 | IWG  | Intermarché-Wanty-Gobert |
| 61-66 | BBK  | B&B Hotels               |
| 71-76 | TEN  | TotalEnergies            |
| 81-86 | ACT  | AG2R Citroën Team        |
| 91-96 | BOH  | Bora-Hansgrohe           |

| N.      | Cod. | Squadra                   |
| ------- | ---- | ------------------------- |
| 101-106 | COF  | Cofidis                   |
| 111-116 | TQA  | Team Qhubeka NextHash     |
| 121-126 | AFC  | Alpecin-Fenix             |
| 131-136 | DKO  | Delko                     |
| 141-146 | SVB  | Sport Vlaanderen-Baloise  |
| 151-156 | BWB  | Bingoal Pauwels Sauces WB |
| 161-166 | BBH  | Burgos-BH                 |
| 171-176 | EUS  | Euskaltel-Euskadi         |
| 181-186 | TCO  | Team Coop                 |

## Dettagli delle tappe

### 1ª tappa
- 5 agosto: Tromsø > Tromsø – 142,5 km

Risultati
| Pos. | Corridore          | Squadra    | Tempo    |
| ---- | ------------------ | ---------- | -------- |
| 1    | Markus Hoelgaard   | Uno-X      | 3h11'29" |
| 2    | Alexander Kristoff | Norvegia   | a 2"     |
| 3    | Bryan Coquard      | B&B Hotels | s.t.     |

| Pos. | Corridore          | Squadra    | Tempo    |
| ---- | ------------------ | ---------- | -------- |
| 1    | Markus Hoelgaard   | Uno-X      | 3h11'19" |
| 2    | Alexander Kristoff | Norvegia   | a 6"     |
| 3    | Bryan Coquard      | B&B Hotels | a 8"     |

### 2ª tappa
- 6 agosto: Nordkjosbotn > Kilpisjärvi – 178 km

Risultati
| Pos. | Corridore          | Squadra     | Tempo    |
| ---- | ------------------ | ----------- | -------- |
| 1    | Martin Laas        | Bora        | 3h56'14" |
| 2    | Alexander Kristoff | Norvegia    | s.t.     |
| 3    | Danny Van Poppel   | Intermarché | s.t.     |

| Pos. | Corridore          | Squadra    | Tempo    |
| ---- | ------------------ | ---------- | -------- |
| 1    | Alexander Kristoff | Norvegia   | 7h07'33" |
| 2    | Markus Hoelgaard   | Uno-X      | s.t.     |
| 3    | Bryan Coquard      | B&B Hotels | a 8"     |

### 3ª tappa
- 7 agosto: Finnsnes > Målselv (villaggio alpino) – 184,5 km

Risultati
| Pos. | Corridore            | Squadra     | Tempo    |
| ---- | -------------------- | ----------- | -------- |
| 1    | Ben Hermans          | Israel      | 4h14'28" |
| 2    | Odd Christian Eiking | Intermarché | s.t.     |
| 3    | Victor Lafay         | Cofidis     | s.t.     |

| Pos. | Corridore            | Squadra     | Tempo     |
| ---- | -------------------- | ----------- | --------- |
| 1    | Ben Hermans          | Israel      | 11h22'03" |
| 2    | Odd Christian Eiking | Intermarché | a 4"      |
| 3    | Victor Lafay         | Cofidis     | a 6"      |

### 4ª tappa
- 8 agosto: Gratangen > Harstad – 163,5 km

Risultati
| Pos. | Corridore          | Squadra       | Tempo    |
| ---- | ------------------ | ------------- | -------- |
| 1    | Philipp Walsleben  | Alpecin       | 3h41'40" |
| 2    | Niki Terpstra      | TotalEnergies | s.t.     |
| 3    | Alexandre Delettre | Delko         | a 17"    |

| Pos. | Corridore            | Squadra     | Tempo     |
| ---- | -------------------- | ----------- | --------- |
| 1    | Ben Hermans          | Israel      | 15h04'02" |
| 2    | Odd Christian Eiking | Intermarché | a 2"      |
| 3    | Victor Lafay         | Cofidis     | a 6"      |

## Evoluzione delle classifiche
| Tappa              | Vincitore          | Classifica generale Maglia del sole di mezzanotte | Classifica a punti Maglia verde | Classifica scalatori Maglia salmone | Classifica giovani Maglia bianca | Classifica a squadre Numero giallo | Premio combattività Numero rosso |
| ------------------ | ------------------ | ------------------------------------------------- | ------------------------------- | ----------------------------------- | -------------------------------- | ---------------------------------- | -------------------------------- |
| 1ª                 | Markus Hoelgaard   | Markus Hoelgaard                                  | Markus Hoelgaard                | Gleb Brussenskiy                    | Samuele Battistella              | Norvegia                           | Alexis Gougeard                  |
| 2ª                 | Martin Laas        | Alexander Kristoff                                | Alexander Kristoff              | Fredrik Dversnes                    | Samuele Battistella              | Norvegia                           | Jimmy Janssens                   |
| 3ª                 | Ben Hermans        | Ben Hermans                                       | Alexander Kristoff              | Fredrik Dversnes                    | Victor Lafay                     | Astana-Premier Tech                | Fredrik Dversnes                 |
| 4ª                 | Philipp Walsleben  | Ben Hermans                                       | Alexander Kristoff              | Fredrik Dversnes                    | Victor Lafay                     | Astana-Premier Tech                | Niki Terpstra                    |
| Classifiche finali | Classifiche finali | Ben Hermans                                       | Alexander Kristoff              | Fredrik Dversnes                    | Victor Lafay                     | Astana-Premier Tech                | non assegnato                    |

Maglie indossate da altri ciclisti in caso di due o più maglie vinte
- Nella 2ª tappa Alexander Kristoff ha indossato la maglia verde al posto di Markus Hoelgaard.
- Nella 3ª tappa Markus Hoelgaard ha indossato la maglia verde al posto di Alexander Kristoff.

## Classifiche finali

### Classifica generale - Maglia del sole di mezzanotte
| Pos. | Corridore           | Squadra     | Tempo     |
| ---- | ------------------- | ----------- | --------- |
| 1    | Ben Hermans         | Israel      | 15h04'02" |
| 2    | O. Christian Eiking | Intermarché | a 2"      |
| 3    | Victor Lafay        | Cofidis     | a 6"      |
| 4    | Samuele Battistella | Astana      | a 20"     |
| 5    | Kristian Aasvold    | Coop        | a 26"     |
| 6    | Eduard Prades       | Delko       | a 29"     |
| 7    | A. Leknessund       | Norvegia    | s.t.      |
| 8    | Warren Barguil      | Arkéa       | a 32"     |
| 9    | Jacob Eriksson      | Coop        | a 36"     |
| 10   | Torstein Træen      | Uno-X       | a 50"     |

### Classifica a punti - Maglia verde
| Pos. | Corridore           | Squadra       | Punti |
| ---- | ------------------- | ------------- | ----- |
| 1    | Alexander Kristoff  | Norvegia      | 24    |
| 2    | Martin Laas         | Bora          | 22    |
| 3    | O. Christian Eiking | Intermarché   | 20    |
| 4    | Philipp Walsleben   | Alpecin       | 17    |
| 5    | Niki Terpstra       | TotalEnergies | 17    |

### Classifica scalatori - Maglia salmone
| Pos. | Corridore        | Squadra       | Punti |
| ---- | ---------------- | ------------- | ----- |
| 1    | Fredrik Dversnes | Coop          | 21    |
| 2    | Niki Terpstra    | TotalEnergies | 9     |
| 3    | Gleb Brussenskiy | Astana        | 8     |
| 4    | Tore Andre Vabø  | Coop          | 8     |
| 5    | Thomas Champion  | Cofidis       | 7     |

### Classifica giovani - Maglia bianca
| Pos. | Corridore           | Squadra  | Tempo     |
| ---- | ------------------- | -------- | --------- |
| 1    | Victor Lafay        | Cofidis  | 15h04'08" |
| 2    | Samuele Battistella | Astana   | a 14"     |
| 3    | A. Leknessund       | Norvegia | a 23"     |
| 4    | Jacob Eriksson      | Coop     | a 30"     |
| 5    | Stefan de Bod       | Astana   | a 55"     |

### Classifica a squadre
| Pos. | Squadra                   | Tempo     |
| ---- | ------------------------- | --------- |
| 1    | Astana-Premier Tech       | 45h14'35" |
| 2    | Uno-X Pro Cycling Team    | a 38"     |
| 3    | Norvegia                  | a 1'09"   |
| 4    | Bingoal Pauwels Sauces WB | a 1'34"   |
| 5    | Delko                     | a 1'47"   |